# Phidippus ardens
Phidippus ardens är en spindelart som beskrevs av George William Peckham och Elizabeth Maria Gifford Peckham 1901. Phidippus ardens ingår i släktet Phidippus och familjen hoppspindlar. Inga underarter finns listade i Catalogue of Life.